# Каприоара (Арад)
Каприоара (рум. Căprioara) насеље је у Румунији у округу Арад у општини Саваршин.<ref ame="Communes_of_Romania">„Communes of Romania”. Statoids. Gwillim Law. 2010-07-27. Приступљено 4. 7. 2015.</ref> Oпштина се налази на надморској висини од 181 m.

## Прошлост
Аустријски царски ревизор Ерлер је 1774. године констатовао да место припада Каполнашком округу, Липовског дистрикта. Становништво је било претежно влашко.
Када је 1797. године пописан православни клир ту су два свештеника. Пароси, поп Соломон Поповић (рукоп. 1764) и поп Петар Гавриловић (1789) служили су се само румунским језиком.

## Становништво
Према подацима из 2002. године у насељу је живело 354 становника, од којих су сви румунске националности.